# George Chigova
George Chigova (* 4. März 1991 in Harare, Simbabwe; † 15. November 2023 in Südafrika) war ein simbabwischer Fußballspieler.

## Karriere

### Vereine
Chigova wechselte zur Saison 2010/11 aus der Jugend von Aces Youth SA zu Gunners FC aus Harare. Nach zwei Spielzeiten wechselte der Torwart innerstädtisch zum Club Dynamos FC, bei dem er von 2012 bis 2014 ebenfalls für zwei Saisons unter Vertrag stand. Danach trat er in Südafrika für die Teams SuperSport United und Polokwane City FC an.

### Nationalmannschaft
Als Torhüter kam Chigova zwischen 2011 und 2019 laut der Datenbank Weltfussball.de in 28 Partien für die Simbabwische Fußballnationalmannschaft zum Einsatz, darunter einmal beim Afrika-Cup.

## Tod
Im Juli 2023 erlitt der 32-Jährige einen Herzinfarkt und starb nach Angaben seines letzten Clubs am 15. November 2023, wobei keine weiteren Angaben zur Todesursache gemacht wurden.

## Erfolge
- COSAFA Cup: 2017, 2018[3]